# Karmenu Mifsud Bonnici
Karmenu Mifsud Bonnici (Cospicua, 17 de julio de 1933-5 de noviembre de 2022) fue un abogado y político maltés afiliado al Partido Laborista, que ejerció como primer ministro de Malta desde 1984 hasta 1987.

## Biografía
Bonnici nació en Cospicua en 1933, en el seno de una familia vinculada a la política y a la judicatura. Después de terminar la educación superior, obtuvo el bachiller universitario en letras y se graduó en Derecho por la Universidad de Malta. Posteriormente completó su formación con un curso sobre Ley Industrial en el University College de Londres.
Varios miembros de su familia han pertenecido al núcleo del Partido Nacionalista. El más importante de ellos, su primo Ugo Mifsud Bonnici, llegó a ser presidente de Malta entre 1994 y 1999.

## Trayectoria política
En un primer momento, Bonnici había desarrollado su carrera en movimientos vinculados a la iglesia católica, especialmente como asesor legal del Movimiento de Jóvenes Cristianos. No obstante, en 1969 comenzó a trabajar como consultor para la Unión General de Trabajadores, el sindicato adscrito al Partido Laborista.
Durante los años 1970 se convirtió en uno de los hombres de confianza de Dom Mintoff, líder del Partido Laborista y primer ministro maltés en aquella época. En 1980 fue nombrado vicepresidente de la formación; en 1982 asumió el ministerio de Trabajo y Asuntos Sociales, y en 1983 fue nombrado vicepresidente y ministro de Educación.

### Primer ministro (1984-1987)
A raíz de la crisis política abierta tras las elecciones generales de 1981, en las que los nacionalistas ganaron en votos pero los laboristas conservaron el poder gracias al sistema electoral, Mintoff buscó un sucesor que mantuviese sus líneas maestras de gobierno y al que pudiera continuar influyendo. Desde su nombramiento como ministro en 1982, Bonnici había quedado marcado como principal candidato para tomar las riendas del país, algo que finalmente ocurriría el 22 de diciembre de 1984. De este modo se convirtió en el primer político que ostentaba el cargo sin haber pasado por las urnas.
Mantuvo una política continuista a la de su antecesor, tanto en política interior como en las alianzas internacionales a través del Movimiento de Países No Alineados. A pesar de sus vínculos familiares, llevó una mala relación con la influyente iglesia católica maltesa porque promulgó una ley para confiscarles bienes sin compensación.
El dirigente jugó un importante papel en los bombardeos de EE. UU. a Libia del 15 de abril de 1986, pues había avisado al coronel Muamar el Gadafi de que varias aeronaves no autorizadas habían sobrevolado el espacio aéreo de Malta en dirección sur hacia Trípoli. Gracias a ese mensaje, Gadafi y su familia pudieron abandonar la residencia presidencial instantes antes de que fuese bombardeada.
Los dos partidos mayoritarios de Malta acordaron una enmienda constitucional para que la formación con más del 50 % de los votos obtuviera automáticamente la mayoría absoluta. Esto terminó perjudicándole en las elecciones de 1987 porque el Partido Nacionalista de Edward Fenech Adami había superado el umbral, lo que suponía la derrota del laborismo y su salida del cargo.

### Vida posterior
Carmelo Bonnici ejerció como jefe de la oposición desde 1987 hasta 1992, cuando una nueva derrota electoral le llevó a dimitir al frente del Partido Laborista. El mandatario fue reemplazado por Alfred Sant, un líder más joven con el que Dom Mintoff mantuvo varias disputas.
A finales de los años 1990 se convirtió en uno de los principales portavoces en contra del ingreso de Malta en la Unión Europea, ratificada mediante un referéndum en 2004. También se opuso al proyecto de Constitución Europea, pero su moción en el Consejo General del Partido Laborista fue rechazada por los delegados. Desde entonces permanece retirado de la primera línea política.

## Condecoraciones
- Collar de Compañeros de Honor de la Orden del Mérito de Malta (1990).